# V603SH
V603SHは、シャープが製造し、ソフトバンクモバイル（旧・ボーダフォン日本法人）が販売するPDC通信方式の携帯電話端末である。

## その他のスペック
- モーションコントロールセンサー搭載
- ミュージックプレイヤー(SD-Audio(MP3))
- 着うた
- 赤外線機能
- QRコード読み取り・作成
- ケータイカラオケV-kara

## 特徴
それまでJ-SH5xやV60xSHは、基本的には全部入りのハイエンド端末であったが、V602SHではV401SHに搭載されたアナログTV・ラジオチューナーは搭載されなかった。V603SHでは、光学ズームレンズカメラ、TV・ラジオチューナーに加え、モーションコントロールセンサー等を搭載し、再び全部入りのハイエンドとして登場した。

## 付属品
- 電池パック
- 急速充電器
- 卓上ホルダー
- TVアンテナ付きステレオイヤホンマイク
- L型ビデオ出力ケーブル